# Glipa kashiwaii
Glipa kashiwaii es una especie de coleóptero de la familia Mordellidae.

## Distribución geográfica
Habita en las islas Talaud, Salebanu, Lirung y   Linturan en (Indonesia).